# Invazia insulei Tulagi
Invazia insulei Tulagi, la 3 și 4 mai 1942, a făcut parte din Operațiunea Mo, strategia Imperiulul Japonez din Pacificul de Sud și Sud-Vest în 1942. Planul cerea ca Marina Imperială Japoneză să captureze Tulagi și insulele dimprejurul ei aflate în protectoratul Solomon. Scopul ocupației Insulei Tulagi de către japonezi trebuia să acopere flancul, să ofere susținere de recunoaștere pentru forțele japoneze care înaintau către Port Moresby în Noua Guinee, să ofere profunzime defensivă pentru baza japoneză din Rabaul, și să servească drept bază pentru forțele japoneze în scopul de a amenința și a bloca rutele de comunicare și aprovizionare dinspre Statele Unite și către Australia și Noua Zeelandă.
În lipsa mijloacelor necesare pentru a rezista cu succes în fața ofensivei japoneze în Insulele Solomon, comisarul britanic din Insulele Solomon și cei câțiva soldați australieni asignați pentru defensiva insulei Tulagi au evacuat insula chiar înainte ca forțele japoneze să sosească la 3 mai. A doua zi însă, o forță condusă de un portavion american aflat în drum spre o misiune de a opune rezistență forțelor japoneze care înaintau spre Port Moresby (ce a avut ca rezultat Bătălia din Marea Coralilor) a lansat un atac aerian asupra forței de debarcare japoneze din Tulagi, distrugând și avariind mai multe vase și avioane japoneze implicate în operațiunea de debarcare. Cu toate acestea, soldații japonezi au reușit să ocupe Tulagi și au demarat construcția unei mici baze navale.
În lunile care au urmat, japonezii au înființat o bază de realimentare navală, comunicații și recunoaștere aeriană marină la Tulagi și pe insulițele Gavutu și Tanambogo din apropiere și, în iulie 1942, au început să construiască un aerodrom mare pe Guadalcanal. Activitățile japonezilor de pe Tulagi și Guadalcanal au fost observate de avioanele de recunoaștere ale Aliaților, precum și de personalul pazei de coaste australiene staționat în zonă. Deoarece aceste activități amenințau liniile de aprovizionare și comunicație ale Aliaților în Pacificul de Sud, forțele aliate au contraatacat cu debarcări pe Guadalcanal și Tulagi la 7 august 1942, inițiind campania Guadalcanal și mai multe serii de bătălii navale, aeriene și terestre între forțele aliate și cele japoneze care, împreună cu campania din Noua Guinee, aveau să hotărască cursul războiului în Pacificul de Sud.

## Context
La 7 decembrie 1941, japonezii au atacat flota americană din Pacific aflată la Pearl Harbor, Hawaii. Atacul a avariat grav majoritatea navelor de luptă americane din Flota Pacificului și a dus la declanșarea oficială a războiului între cele două țări. Liderii japonezi au căutat, prin declanșarea acestui război, să neutralizeze flota americană, să cucerească insule bogate în resurse naturale și baze militare necesare pentru a-și apăra întinsul imperiu. La scurt timp după aceea, și alte țări, inclusiv Regatul Unit, Australia și Noua Zeelandă s-au alăturat Statelor Unite ca aliați în războiul contra Japoniei. După cum arată „Ordinul Secret Numărul Unu” al Flotei Combinate a Marinei Japoneze, datat 1 noiembrie 1941, obiectivul campaniilor inițiale ale Japoniei în războiul ce urma erau: „(îndepărtarea) forței britanice și americane din Indiile Olandeze și din Filipine, înființarea unei politici de autonomie și independență economică.”  Pentru susținerea acestor obiective, în primele luni ale lui 1942, forțele japoneze au atacat și au cucerit Filipinele, Tailanda, Malaya, Singapore, Indiile Orientale Olandeze, Insula Wake, New Britain, Insulele Gilbert și Guamul.
Viceamiralul Shigeyoshi Inoue, comandantul Flotei 4 japoneze (denumită și „Forța Mărilor Sudului”) formată din mare parte din unitățile naval din zona Pacificului de Sud, susținea că trebuie cucerite Lae, Salamaua și Port Moresby din New Guinea și Tulagi din Insulele Solomon. Inoue credea că prin cucerirea și controlarea acestor puncte se va obține mai multă siguranță pentru bazele japoneze majore de la Rabaul, New Britain. Statul Major Naval japonez i-a acceptat argumentele lui Inoue și a început să plănuiască noi operațiuni, folosind aceste poziții ca baze de suport, pentru a cuceri Nauru, Insula Banaba, Noua Caledonie, Fiji și Samoa și să taie liniile de aprovizionare dintre Australia și Statele Unite, cu scopul de a reduce sau de a elimina Australia ca amenințare pentru pozițiile japoneze din Pacificul de Sud.
Armata Imperială Japoneză a susținut ideea de a cuceri Port Moresby iar în aprilie 1942, împreună cu Marina Japoneză, a dezvoltat un plan de atac intitulat „Operațiunea Mo”. Planul includea cucerirea micii insule Tulagi, din sudul arhipelagului Solomon, unde urma să fie înființată o bază de hidroavioane în scopul unor potențiale operațiuni aeriene împotriva teritoriilor și forțelor aliaților din Pacificul de Sud. Deși amiralul japonez Isoroku Yamamoto, comandantul Flotei Combinate, plănuia și el în același timp o operațiune prin care spera să atragă Flota Pacificului a Marinei americane într-o ambuscadă decisivă în Pacificul central, el a detașat unele din vasele mai mari pentru a susține operațiunea Mo și l-a pus pe Inoue în fruntea părții navale a operațiunii.

Oceanul Pacific în 1942. Linia roşie arată teritoriul inclus la acea vreme în Imperiul Japonez. Guadalcanal și Tulagi sunt în partea central-sudică a hărții.

O forță mare, constând din două portavioane grele, un portavion ușor, un portavion cu hidroavioane, nouă crucișătoare și 13 distrugătoare, împărțită în mai multe grupuri, urma să păzească convoiul de invazie a orașului Port Moresby și să atace orice vase aliate ce s-ar fi apropiat cu scopul de a opri invazia. Forța de invazie din Tulagi, formată din distrugătoarele Kikuzuki⁠(en)[traduceți] și Yūzuki⁠(en)[traduceți], vasele de transport și minare Okinoshima⁠(en)[traduceți] și Kōei Maru⁠(en)[traduceți], vasele de deminare Wa #1, Wa #2 și transportoarele Hagoromo Maru, Noshiro Maru #2, Tama Maru și Azumasan Maru, vasele antisubmarin Toshi Maru #3 și Tama Maru #8 comandate de contraamiralul Kiyohide Shima (vasul-amiral fiind Okinoshima), au plecat de la Rabaul la 30 aprilie și s-a îndreptat către Insulele Solomon. Contraamiralul Aritomo Gotō furniza acoperirea aeriană pentru invazia insulei Tulagi cu Grupul de Acoperire de pe portavionul ușor (Shōhō⁠(en)[traduceți]), patru crucișătoare și un distrugător aflate la vest de centrul arhipelagului Solomon. O forță de acoperire separată (denumită uneori Grupul de Suport Tulagi), comandată de contraamiralul Kuninori Marumo formată din două crucișătoare ușoare, vasul de hidroavioane Kamikawa Maru⁠(en)[traduceți], și trei canoniere s-a alăturat și ea Grupului de Acoperire ce susținea invazia insulei Tulagi. Odată ce Tulagi a fost asigurată la 3 sau 4 mai, Grupul de Acoperire și Forța de Acoperire au fost repoziționate pentru a susține operațiunile de la Port Moresby.
La acea vreme, Tulagi era capitala protectoratului britanic al Insulelor Solomon, care conținea toate insulele din arhipelag cu excepția insulelor Bougainville și Buka. William Sydney Marchant, comisarul britanic al Insulelor Solomons și comandant al forțelor locale de apărare — descris de istoricul Walter Lord ca fiind „un englez vârstnic dezorientat” — a coordonat evacuarea în Australia a majorității civililor albi în februarie 1942.  Marchant s-a refugiat și el în Malaita în luna următoare.
Singurele forțe armate aliate de pe Tulagi erau 24 de soldați ai trupelor australiene de comando, sub comanda căpitanului A. L. Goode, și circa 25 de membri ai Escadrilei 11 a Forțelor Aeriene Regale Australiene, conduse de R. B. Peagam, ce lucrau la o bază aeriană de hidroavioane de la Gavutu-Tanambogo cu patru hidroavioane de patrulare PBY Catalina. Trei paznici de coastă aliați se aflau și ei în apropiere, pe insula Guadalcanal. Misiunea lor era cea de a raporta orice mișcare a inamicului sau orice activitate suspectă pe care ar fi observat-o în apropierea posturilor lor. Crezând că ar putea preveni executarea lor pentru spionaj, toți acești paznici erau înrolați ca ofițeri navali în rezervă ai Marinei Australiene, și se aflau sub comanda locotenent-comandorului Eric Feldt, aflat la Townsville, Australia.

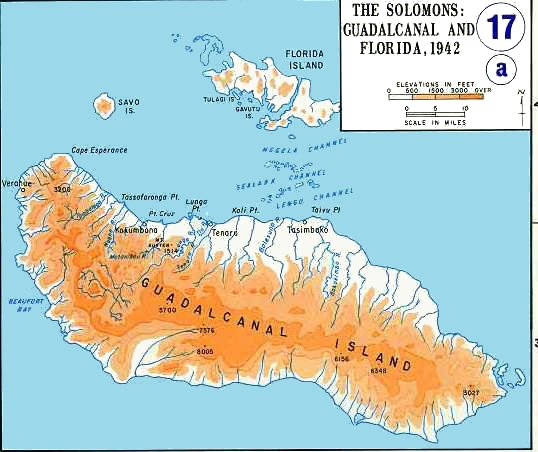
Hartă a insulelor Guadalcanal şi Tulagi (centru, sus, lângă Insula Florida) așa cum apărea zona în 1942.

De-a lungul lunii aprilie, japonezii au efectuat raiduri „sporadice” de bombardament asupra insulei Tulagi cu avioane de la Rabaul, bombardamente ce au produs pagube cel mult minore. Paznicii de coastă de pe Guadalcanal reușeau de obicei să transmită prin radio din timp avertismente pentru trupele australiene de pe Tulagi, dar soldații nu aveau arme suficient de mari (trei mitraliere Vickers și o mitralieră ușoară Bren) pentru a pune serios în pericol bombardierele japoneze. La 25 aprilie, Tulagi a fost bombardat de opt avioane japoneze. Raiduri similare au avut loc zilnic în săptămâna ce a urmat, unul din raiduri, la 1 mai, avariind grav unul din avioanele Catalina de la Gavutu. Restul avioanelor au fost evacuate în aceeași zi.
Personalul australian al serviciului de informații descifrase mare parte din planurile japonezilor pentru operațiunea Mo în urma interceptării comunicațiilor radio de către centrele de informații radio de la Melbourne, Australia și de la Pearl Harbor, Hawaii. Pe baza acestor informații, la 22 aprilie, amiralul american Chester Nimitz, aflat la Pearl Harbor, a îndreptat forțele aliate către Marea Coralilor pentru a opri operațiunea japoneză Mo. La 27 aprilie, Task Force 17 de pe portavionul american USS Yorktown (CV-5)⁠(en)[traduceți], sub comanda viceamiralului Frank Jack Fletcher, a plecat de pe Tonga și i s-a alăturat Task Force 11 (TF11) de pe portavionul USS Lexington (CV-2)⁠(en)[traduceți], la 300 mile marine nord-vest de Noua Caledonie la 1 mai. În aceeași zi, Fletcher a detașat TF11 pentru realimentare, așteptându-se să se alăture lui Lexington și escortei sale la 4 mai într-o poziție predeterminată din Marea Coralilor.

## Debarcările și atacurile aeriene

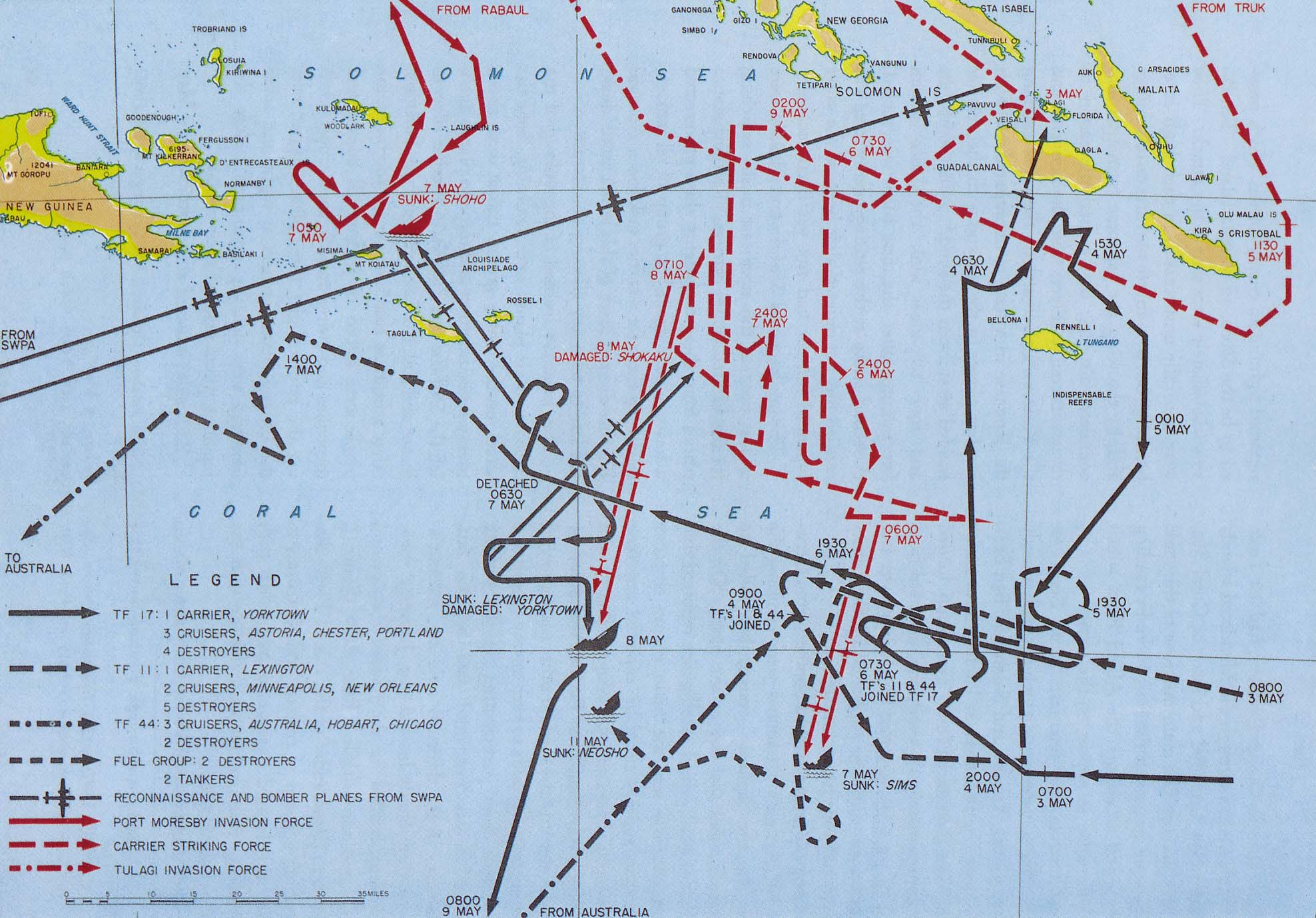
Harta bătăliei din Marea Coralilor, 3–9 mai 1942. Acțiunile ce implică debarcări japoneze și atacurile aeriene ale lui Yorktown de la Tulagi sunt vizibile în partea nord-estică.

La 2 mai, paznicul de coastă Jack Read de la Bougainville a raportat că o mare forță de vase japoneze, presupusă a fi o parte a forței de invazie a insulei Tulagi, plecase din zona Buka. În aceeași zi, paznicul de coastă D. G. Kennedy de pe insula New Georgia a văzut și a raportat numeroase vase japoneze îndreptate înspre sudul arhipelagului Solomon. La scurt timp după aceea, Goode și Peagam, anticipând că japonezii vor ataca în număr mare, au ordonat aplicarea operațiunii de evacuare planificată din timp și au demarat distrugerea și demolarea echipamentului și clădirilor militare de pe Tulagi și de la Gavutu-Tanambogo. Personalul și comandourile RAAF s-au îmbarcat pe două vase mici în dimineața zilei de 3 mai și au pornit către Vila, Noile Hebride, în vreme ce vasele lui Shima intrau în strâmtoarea Savo pentru a-și începe debarcarea pe Tulagi. Vasul cu personal RAAF a petrecut ziua cu paznicul de coastă și ofițerul de district Martin Clemens la Aola pe Guadalcanal și și-a continuat drumul în noaptea următoare.
Debarcările japoneze au fost susținute de hidroavioanele din Kamikawa Maru, cu baza la Thousand Ships Bay de pe Santa Isabel. Circa 400 de soldați ai marinei japoneze, în principal din Forța Specială Navală de Debarcare Kure 3, au debarcat de pe transportor pe barje și a început imediat construcția de clădiri pe Tulagi și la Gavutu-Tanambogo. Avioanele de pe Shōhō au acoperit debarcarea până la începutul după-amiezii, când forța lui Gotō s-a întors către Bougainville să realimenteze pentru a se pregăti să susțină debarcările de la Port Moresby. Odată ce soldații japonezi au ajuns pe țărm, șase hidroavioane au aterizat în portul Tulagi în scopul înființării unei baze de hidroavioane acolo.
La ora 17:00 în ziua de 3 mai, Fletcher a fost anunțat că forța de invazie japoneză din Tulagi fusese văzută cu o zi înainte apropiindu-se de Solomonul sudic. Neputând lua legătura cu flota condusă de Lexington din cauza necesității de a nu comunica prin radio, flota de pe Yorktown a pornit independent către Guadalcanal pentru a se poziționa cu scopul lansării a doua zi dimineața de atacuri aeriene împotriva forțelor japoneze de pe Tulagi.

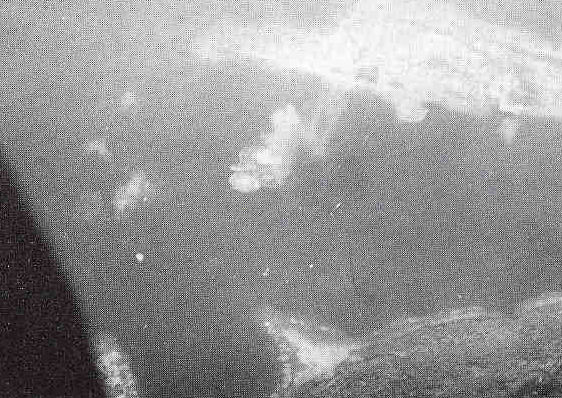
Kōei Maru (centru) încercuită de bombe în portul Tulagi în timpul atacurilor avioanelor de pe Yorktown.

La 07:01 în ziua de 4 mai, Yorktown a lansat un prim atac cu 12 bombardiere cu torpile TBD Devastator și 28 bombardiere în picaj SBD Dauntless de la o poziție aflată la 160 km sud de Guadalcanal. Avioanele și-au început atacurile asupra vaselor lui Shima ancorate lângă Tulagi la 08:50, luând vasele japoneze prin surprindere în timp ce erau ancorate. Okinoshima și alte două distrugătoare erau poziționate în așa fel încât să ofere o barieră de protecție pentru Azumasan Maru și Kōei Maru care descărcau soldați și materiale. Cele trei nave de deminare tocmai porniseră să ajute invazia de la Port Moresby și încă se aflau aproape de Tulagi. Deși piloții americani care au efectuat primul atac au susținut că au lovit navele ancorate cu multe bombe și torpile, în realitate ei au lovit doar pe Okinoshima, producând avarii minore, și Kikuzuki, producându-i avarii grave. Kikuzuki, cu ajutorul unuia dintre vasele antisubmarin, a fost tras la țărm pe Gavutu în tentativa de a o salva de la scufundare. Între timp, toate celelalte vase au ridicat ancora și au încercat să părăsească portul. Un bombardier în picaj american a distrus un hidroavion F1M2 "Pete" care încercase să decoleze în timpul atacului.

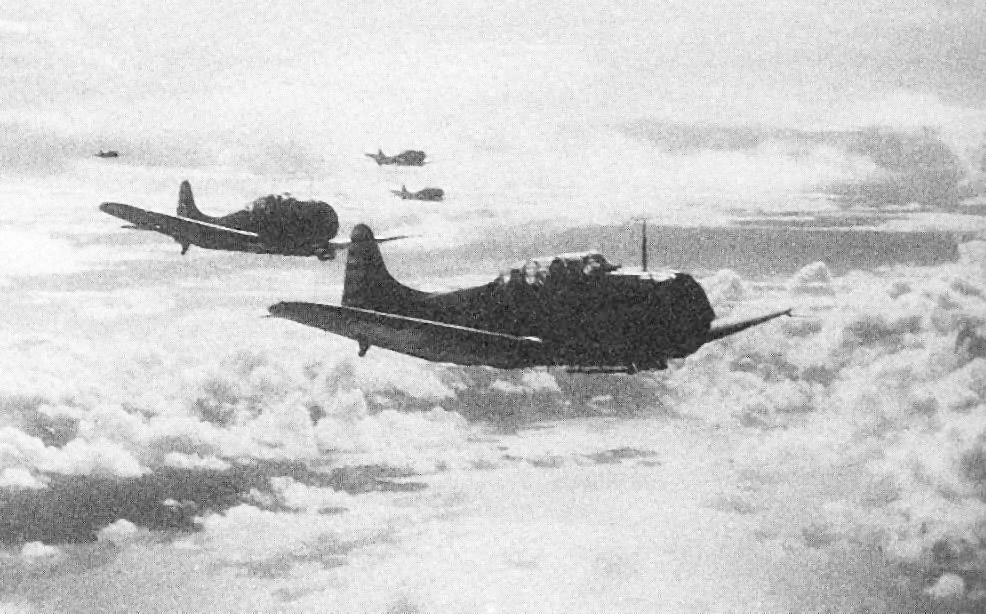
Avioane de pe Yorktown întorcându-se la portavion după ce au atacat vasele japoneze din portul Tulagi harbor.

Al doilea atac lansat de Yorktown asupra navelor japoneze, cu aceleași avioane revenite la Tulagi, a început la ora 12:10, și a surprins unele vase înainte de a ajunge la viteza maximă îndepărtându-se de port. Acest atac a lovit și a scufundat navele de deminare #1 și #2 și a avariat grav Tama Maru aflată la nord-est de Insula Savo. Un alt hidroavion japonez a fost doborât de un bombardier în picaj în timpul celui de al doilea atac. După ce patru avioane de vânătoare F4F Wildcat de pe Yorktown s-au alăturat atacului, acestea au doborât alte două hidroavioane japoneze deasupra Insulei Florida. Cele patru avioane de vânătoare americane au atacat apoi vasul Yūzuki, atac soldat cu moartea căpitanului acestora și a altor nouă membri ai echipajului și cu avarii moderate pentru navă. Alte două sau trei hidroavioane japoneze au fost avariate în portul Tulagi și echipajele lor au murit.
La 15:30, Yorktown a lansat un al treilea atac, mai mic, ce a provocat pagube moderate la Azumasan Maru și Okinoshima. Un avion TBD s-a pierdut în al treilea atac, a rămas fără combustibil și a căzut în ocean la circa 60 km sud de Guadalcanal. Două avioane de vânătoare Wildcat din al doilea atac au rămas și ele fără combustibil și au aterizat forțat pe coasta sudică a insulei Guadalcanal. Fletcher a trimis distrugătoarele USS Hammann (DD-412)⁠(en)[traduceți] și USS Perkins (DD-377)⁠(en)[traduceți] să salveze echipajele celor trei avioane. Hammann a reușit să recupereze ambele avioane de vânătoare, dar Perkins nu a reușit să localizeze echipajul TBD-ului. Ambele distrugătoare s-au întors în flota Yorktown târziu în acea seară în timp ce flota s-a îndepărtat de Guadalcanal îndreptându-se spre sud-est pentru a realimenta și pentru a face joncțiunea a doua zi cu Lexington.

## Urmări

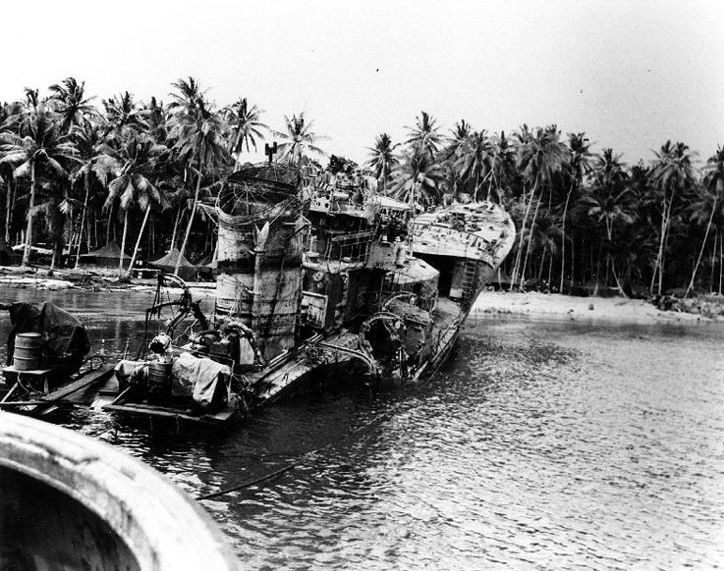
Epava distrugătorului japonez Kikuzuki, fotografiată pe Tulagi în august 1943 după ce americanii au tras-o pe plajă.

La 5 mai, Kikuzuki a alunecat de pe țărm la Gavutu și s-a scufundat în portul Tulagi, fiind pierdută total la (09°07′S 160°12′E / 9.117°S 160.200°E). Tama Maru a naufragiat și ea după două zile. Celelalte vase japoneze avariate rămase nescufundate au reușit să ajungă la Rabaul și Kavieng pentru reparații. Hagoromo Maru și Noshiro Maru #2 s-au alăturat Grupului de Invazie Port Moresby. La 10 mai, în timp ce participa la prima tentativă japoneză de cucerire a insulelor Banaba și Nauru, intitulată Operațiunea RY, Okinoshima a fost scufundată de submarinul USS S-42 în largul insulei New Ireland (05°06′S 153°48′E / 5.100°S 153.800°E). În total, 87 de soldați ai marinei japoneze au murit în atacurile aeriene de la 4 mai asupra insulei Tulagi, și 36 dintre soldații care debarcau au fost grav răniți. Echipajul de pe avionul de pe Yorktown pierdut au ajuns pe Guadalcanal după ce au plutit trei zile în derivă pe ocean. Un misionar romano-catolic i-a dus la Martin Clemens care a aranjat ca un vas să-i ducă la San Cristobal. De la San Cristobal un alt vas i-a dus în Noile Hebride și de acolo ei s-au realăturat forțelor americane.
După ce a atacat Tulagi, Yorktown s-a reîntâlnit cu Lexington, și cele două portavioane au luptat cu restul forțelor japoneze implicate în operațiunea Mo în perioada 6–8 mai în bătălia din Marea Coralilor. În această bătălie, Lexington a fost scufundat, iar Yorktown avariat. Japonezii au suferit pierderea lui Shōhō, scufundare a unui portavion grav avariat și mari pierderi de avioane și membri ai echipajelor. Temându-se de alte eventuale atacuri ale avioanelor aliate terestre sau ale navelor lor, și neputând să efectueze operațiuni de acoperire aeriană pentru forțele navale de suprafață din cauza pierderilor de avioane, japonezii au renunțat la atacul plănuit contra Port Moresby cu intenția de a mai încerca altădată. Următoarea tentativă maritimă japoneză de a cuceri Port Moresby nu a mai avut însă loc, în principal din cauza înfrângerii marinei în bătălia de la Midway din iunie. În schimb, japonezii au hotărât să cucerească Port Moresby într-un atac terestru nereușit de-a lungul drumului Kokoda. Necucerirea Portului Moresby în mai 1942 avea să aibă consecințe semnificative și profunde, dintre care multe au implicat mica bază japoneză de pe Tulagi.

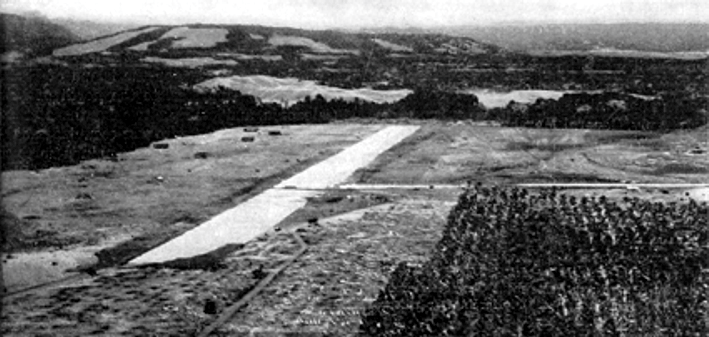
Aerodromul de la Lunga Point de pe Guadalcanal în construcţie de către japonezi în iulie 1942

În pofida atacurilor asupra vaselor și forțelor de debarcare, japonezii au continuat cu construcția bazei de hidroavioane de pe Tulagi și Gavutu, primind și o suplimentare de resurse umane pentru apărare și construcții în lunile ce au urmat. Baza a devenit curând operațională cu avioane din Grupul Aerian Yokohama care a efectuat operațiuni de recunoaștere și patrulare aeriană în zona înconjurătoare începând cu 6 mai. La 27 mai, japonezii au inspectat zona Lunga Point de pe Guadalcanal ca posibilă poziție pentru construirea unui mare aerodrom. La 13 iunie, Statul Major al Marinei a aprobat construcția unui aerodrom în acel loc, iar la 19 iunie, amiralul Inoue a inspectat zona înaintea demarării lucrărilor. A doua zi, soldații japonezi au început să defrișeze zona, iar la 6 iulie, un convoi de 12 nave a adus 2.000 de muncitori coreeni și japonezi plus 500 de soldați pentru a efectua lucrările. Paza de coastă de pe Guadalcanal și avioanele aliate de recunoaștere au observat eforturile japoneze de construcție a aerodromului. Avioane Catalina și B-17 aliate cu baza la Port Moresby, Efate, Noumea și Espiritu Santo au bombardat frecvent bazele japoneze de pe Guadalcanal, Tulagi și Gavutu în lunile ce au urmat, dar fără a provoca pagube prea mari. Mai multe avioane de vânătoare japoneze și un bombardier al aliaților au fost distruse în luptele aeriene în timpul acestor misiuni.
Aliații erau îngrijorați din cauza construcției aerodromului japonez de pe Guadalcanal deoarece, la terminarea sa, avioanele ce aveau să-l folosească urmau să reprezinte o amenințare gravă la adresa operațiunilor aliate dintre Australia, Noua Zeelandă și Statele Unite. Cele două victorii strategice ale aliaților în bătăliile din Marea Coralilor și de la Midway au reprezentat o ocazie de a prelua inițiativa și de a lansa o ofensivă contra japonezilor undeva în Pacific. Planul aliaților de a ataca Solomonul de sud a fost conceput de amiralul american Ernest King, comandant al flotei SUA. El a propus ofensiva pentru a împiedica utilizarea sudului Insulelor Solomon de către japonezi ca baze militare împotriva rutelor dintre SUA și Australia, și ca puncte de pornire pentru o campanie militară. Scopul său era de a neutraliza sau captura marea bază japoneză de la Rabaul, susținând în același timp campania din Noua Guinee, cu scopul final de a deschide calea recuceririi Filipinelor de către americani. Amiralul Chester Nimitz, comandantul forțelor aliate din Pacific, a înființat teatrul de operațiuni Pacificul de Sud, cu viceamiralul Robert L. Ghormley la comandă, pentru coordonarea ofensivei aliate din Insulele Solomon.
Eșecul japonezilor în tentativa de a ocupa Port Moresby și înfrângerea lor la Midway au avut efectul de a lăsa baza de la Tulagi fără protecția altor baze japoneze. Tulagi era la patru ore de zbor distanță de Rabaul, cea mai apropiată mare bază japoneză. La 7 august 1942, 11.000 de pușcași marini americani au debarcat pe Guadalcanal și 3.000 pe Tulagi și pe insulele dimprejur. Soldații japonezi de pe Tulagi și de pe insulele apropiate erau în inferioritate numerică și au fost aproape cu toții uciși în bătălia de la Tulagi și Gavutu-Tanambogo în vreme ce pușcașii marini americani de pe Guadalcanal au capturat aerodromul de la Lunga Point fără să întâmpine rezistență semnificativă. Astfel a început campania Guadalcanal soldată cu mai multe bătălii combinate mari între aliați și forțele japoneze în următoarele șase luni care, împreună cu campania din Noua Guinee, aveau să hotărască soarta eforturilor japoneze de a asigura frontiera sudică a imperiului lor din Pacific.